# Bulbophyllum amphorimorphum
Bulbophyllum amphorimorphum là một loài phong lan thuộc chi Bulbophyllum.